# Gaddi Kutta
Gaddi Kutta es un perro de montaña parecido al mastín inglés que se encuentra en el norte de la India, especialmente en el occidente de los Himalayas, en las regiones de Himachal Pradesh, Uttarakhand y  Cachemira).
Se le conoce también con el nombre de Cazador indio de panteras y Mahidant Mastiff, el primero hace referencia al origen y el último a sus capacidades. Aunque en un primer momento se criaba como perro de caza, sus grandes capacidades hicieron que fuera ampliamente utilizado por pastores locales, sobre todo de la tribu Gaddi. Su reputación indica que es capaz de repeler el ataque de leopardos de las nieves y tiene inteligencia como para traer rebaños de ovejas y cabras el redil.